# Mestre do Combate
Mestre do Combate foi um evento de Vale-tudo ou Mixed Martial Arts criado, desenvolvido e promovido pelo empreendedor de conteúdo e mídia Carlos Henrique Moreira Júnior, produzido por Marcio Schwartz e comercializado por Victor Machado. Rickson Gracie foi um parceiro estratégico que inspirou as regras e o formato da competição que teve somente uma apresentação. Ao contrário de eventos como o UFC, NFC e jungle Fight, o Mestre do Combate é um evento por equipes ou academias, onde vence a equipe que ganhar mais lutas das que ocorrerem no evento. Cada equipe é formada por cinco atletas, das categorias dos leves até os pesados, e é liderada por um importante treinador do cenário nacional.
O 1o evento do Mestre do Combate ocorreu no dia 22 de Novembro de 2012, no Vivo Rio, e teve transmissão ao vivo do canal Esporte Interativo e serviu apenas como apresentação do formato de equipes (não valeu, portanto, pela fase eliminatória).

## Principais Regras
Criadas por Rickson Gracie, as normas do MC objetivam fazer com o evento readquira a tradição dos antigos torneios de artes marciais. Para isso, Rickson Gracie idealizou as regras de acordo com o que ele julgou ser um resgate da filosofia marcial nos torneios de MMA, fazendo com que a habilidade e a efetividade dos atletas voltassem a ser valorizados em uma luta.
A primeira mudança proporcionada pelo Mestre do Combate é a pesagem dos atletas no dia da luta. A medida tem como único e principal objetivo evitar os malefícios das alternâncias de peso às vésperas dos duelos. A segunda regra é o tempo de duração dos rounds. Enquanto os eventos tradicionais adotam cinco minutos cada, o MC estipulou 10 minutos para o primeiro round e cinco para o segundo. A intenção, neste caso, é proporcionar um maior tempo para os lutadores colocarem em ação suas estratégias sem interrupções. O atleta também não poderá ser salvo pelo gongo, com a intenção de facilitar ao combate ser concluído por finalização ou nocaute. A pontuação também é diferenciada. São considerados os golpes efetivos, que levem perigo ao adversário. Socos e chutes que não sejam efetivos são desconsiderados, bem como ficar por cima do rival sem tentar finalizar a luta.

### Categorias
- Peso Mosca: abaixo de 56,7 kg;
- Peso Galo: de 56,8 kg até 61,24 kg;
- Peso Pena: de 61,25 kg até 65,77 kg;
- Peso Leve: de 65,8 kg até 70,31 kg;
- Peso Meio-Médio: de 70,32 kg até 77,11 kg;
- Peso Médio: de 77,12 kg até 83,91 kg;
- Peso Meio-Pesado: de 83,92 kg até 92,99 kg;
- Peso Pesado: de 93 kg até 120,2 kg;
- Peso superpesado: acima de 120,3 kg;
- Nota: Em caso de Lutas de exibição ou promocionais, é tolerada uma diferença de 0,45Kg, para mais ou para menos, para que o Atleta possa lutar em uma categoria diferente.

### Pesagem
- A pesagem e os exames médicos das Lutas acontecem sempre em dois momentos, sendo o primeiro 24 horas antes da abertura da Etapa, e o segundo 3 horas antes da abertura da Etapa.

### Rounds
- Todas as Lutas são disputadas sempre em 2 rounds.
- O primeiro round é disputado em 10 (dez) minutos. Após 10 minutos soa-se um sinal informando que o tempo regulamentar se esgotou. Porém, o round só terminará após a intervenção e sinalização do árbitro, que não terminará a Luta que esteja na iminência de nocaute ou finalização.
- O segundo e último round regulamentar é disputado em 5 (cinco) minutos. Após 5 (cinco) minutos o sinal irá soar para informar que o tempo regulamentar se esgotou. Porém, o round só terminará com a intervenção e sinalização do árbitro, que não terminará a Luta que esteja na iminência de nocaute ou finalização.

### Críticas
Murilo Bustamante, ex-campeão do UFC e técnico da equipe Samurais no Mestre do Combate 1, elogiou o evento e as regras impostas por Rickson. Com uma exceção: o sistema de julgamento das lutas, que inclui a opinião do público por meio da internet.

## Transmissão
- O evento é transmitido no Brasil pelo canal TV Esporte Interativo.[5]

## Eventos
| Data                   | Evento              | Localização       | Arena/estádio             |
| ---------------------- | ------------------- | ----------------- | ------------------------- |
| 22 de novembro de 2012 | Mestre do Combate 1 | Rio de Janeiro-RJ | Arena Montada no Vivo Rio |

## Extinção do torneio
Embora não confirmada oficialmente por Rickson Gracie, depois da primeira edição em 2012 nunca mais houve outra edição, depois de tanto tempo sem mais eventos o Mestre do Combate pode ser considerado um evento extinto.